# Tadeusz Sławiński
Tadeusz Sławiński (ur. 17 września 1901 w Warszawie, zm. 22 stycznia 1945 w Australii) – polski tancerz i choreograf. 

## Życiorys
Był synem Wacława Edmunda Sławińskiego i Stanisławy z Gniewackich. Uczęszczał do Warszawskiej Szkoły Baletowej, debiutował 15 marca 1914 tańcząc mazura w divertissement na scenie Teatru Nowości. W pierwszej połowie 1918 występował na scenie warszawskiego Teatru Współczesnego, następnie opuścił Polskę i został solistą baletu Siergieja Diagilewa, tańczył m.in. partie Florestana ("Karnawał"), Żeglarza ("Les Matelots"), Maura ("Pietruszka"), Narcyza ("Narcyz"). Wykonywał partię tytułową w balecie "Le Chout" oraz został choreografem, w sierpniu 1927 z zespołem Diagilewa odwiedził ojczyznę i występował w Krakowie. W 1929 opuścił zespół Diagilewa, w latach 1931-35 był solistą Ballets Russes de Monte Carlo, a od 1935 tańczył w zespole Leona Wójcikowskiego. W 1938 wraz z baletem Wassilyego de Basila wyjechał na stałe do Australii, gdzie współpracował z zespołem Edouarda Borowanskiego jako pedagog.